# 스웜프 씽 (드라마)
《스웜프 씽》(영어: Swamp Thing)은 미국의 웹 드라마로, DC 코믹스의 동명 만화를 원작으로 한다.

## 출연
- 크리스털 리드 - 애비 아케인 역
- 버지니아 매드슨 - 마리아 선덜랜드 역
- 앤디 빈 / 데릭 미어스 - 알렉 홀랜드 / 스웜프 싱 역
- 헨더슨 웨이드 - 매슈 케이블 역
- 마리아 스텐 - 리즈 트리메인 역
- 제릴 프레스콧 - 자나두 역
- 제니퍼 빌스 - 루실리아 케이블 역
- 윌 패턴 - 에이버리 선덜랜드 역
- 케빈 듀랜드 - 제이슨 우드루 역